# 谷口龍男
谷口 龍男（谷口竜男、たにぐち たつお、1928年7月10日 - 2005年8月28日）は、日本の哲学者。早稲田大学名誉教授。

## 人物
東京出身。早稲田大学第二文学部西洋哲学専修卒業。1955年3月、早稲田大学大学院文学研究科西洋哲学専修修士課程修了、文学修士。1958年3月、早稲田大学大学院文学研究科西洋哲学専修博士課程単位取得満期退学。早稲田大学第一・第二文学部助教授、第一・第二文学部教授。1987年に「キルケゴール研究」で早稲田大学文学博士。1998年定年退任。2000年から2002年まで早稲田大学第二文学部長。
2005年8月28日、肺炎のため死去。

## 著書
- 『出会いの哲学 一つの体験的非学問的試論』北樹出版 1978
- 『「われとなんじ」の哲学 マルティン・ブーバー論』北樹出版 1980
- 『間主体性の倫理 人間の痛みの倫理』北樹出版 1986
- 『キルケゴール研究』北樹出版 1988
- 『<イリヤ>からの脱出を求めて エマニュエル・レヴィナス論』北樹出版 1990 フマニタス選書
- 『親鸞と現代思想 わたくしの比較思想論』北樹出版 1992
- 『痛みの心に基づく間主体的想像論』北樹出版 1996
- 『わが思索の軌跡』北樹出版 1998

### 共編著
- 『論理学叙説』編著 北樹出版 1979 大学教養選書
- 『他力思想論攷』峰島旭雄共著 山喜房佛書林 1981
- 『人間とは何か 西洋近代・現代の人間観』富永厚共編著 北樹出版 1992